# Biopolymer

Ein in der Natur sehr häufiges vorkommendes, aber auch in technischen Anwendungen genutztes Biopolymer ist die Cellulose. Bis zu tausende Einheiten dieser Grundstruktur (Cellobiose-Rest) sind dabei zu einem Cellulosemolekül verknüpft.

Ein Biopolymer (altgriech. βίος bíos ‚Leben‘ mit altgriechisch πολύ polý ‚viel‘ und μέρος méros ‚Teil‘) ist ein Polymer, das in der Zelle eines Lebewesens synthetisiert wird. In Form z. B. von Polysacchariden, Proteinen, Nukleinsäuren etc. dienen Biopolymere als Energiespeicher (Glykogen, Stärke), haben strukturelle Funktionen für die Zelle (Lipidmembranen) oder den gesamten Organismus (Cellulose in Fasern), wirken im Stoffwechsel (Stoffaufnahme, -transport, Enzym, Exkretion), erkennen Zustände (Sensorik), bewirken Veränderungen (Muskulatur, Farbwechsel), wehren schädigende Einflüsse aktiv ab (Toxine, Immunologie), speichern oder vermitteln Information (genetisch, hormonell, ZNS).
Häufig wird der Begriff Biopolymer auch zur Unterscheidung von Werkstoffen benutzt. Hier wird auch von technischen Biopolymeren oder Biopolymerwerkstoffen gesprochen, um von nicht als Werkstoff nutzbaren Biopolymeren abzugrenzen. Eine einheitliche Definition für technische Biopolymere hat sich noch nicht etabliert. So werden darunter z. B. Werkstoffe zusammengefasst, die aus biogenen Rohstoffen (nachwachsenden Rohstoffen) bestehen und/oder biologisch abbaubar sind (biogene und biologisch abbaubare Polymere). Darunter fallen also biobasierte Biopolymere, die biologisch abbaubar oder auch nicht biologisch abbaubar sind, als auch erdölbasierte Polymere, die biologisch abbaubar sind. Damit erfolgt eine Abgrenzung von den konventionellen, erdölbasierten Werkstoffen bzw. Kunststoffen, die nicht biologisch abbaubar sind, wie z. B. Polyethylen (PE), Polypropylen (PP) und Polyvinylchlorid (PVC).
Bei anderen Definitionen werden Erdölprodukte nicht zu den Biopolymeren (biogenen Polymeren) gezählt. Dagegen können sowohl native Polymere (z. B. Cellulose und Cellulosederivate) als auch biobasierte Kunststoffe, die durch umfassende chemische Veränderung der biogenen Rohstoffe hergestellt wurden (z. B. Polylactide (PLA) aus mit Hilfe der weißen Biotechnologie erzeugter Milchsäure), dazugezählt werden.
Ein verwandter Begriff ist „Biokunststoff“, der ebenfalls nicht einheitlich verwendet wird, und sich teilweise oder stark mit dem Begriff Biopolymer überschneidet. Auch hier wird die Vorsilbe Bio-, abhängig von der jeweiligen Definition, als biogen oder biologisch abbaubar verstanden und kann sowohl bio-basierte Kunststoffe als auch biologisch abbaubare Kunststoffe bezeichnen.

## Natürliche Biopolymere
In der nachfolgenden Tabelle sind wichtige, in der Natur vorkommende (biogene) Biopolymere mit dem jeweiligen Monomer, der Art der chemischen Bindung und Beispielen zu ihrem Vorkommen aufgeführt:
| Polymer                    | Monomer(e)                                                      | Bindungstyp              | Vorkommen |
| -------------------------- | --------------------------------------------------------------- | ------------------------ | --- |
| Proteine und Peptide       | Aminosäuren                                                     | Amid- bzw. Peptidbindung | in allen Lebewesen als Enzyme, Gerüstsubstanzen, Stofftransportsysteme, Chemorezeptoren usw.                                    |
| Nukleinsäuren              | Nukleotide                                                      | Phosphodiesterbindung    | DNA in allen Lebewesen und vielen Viren als Informationsträger der Erbsubstanz, RNA z. B. als mobiler Informationsträger (mRNA) |
| α-Polysaccharide           | Mono- bzw. Disaccharide                                         | α-glykosidische Bindung  | als Energiespeicher (Stärke in Pflanzen, Glykogen in Tieren)                                                                    |
| β-Polysaccharide           | Mono- bzw. Disaccharide                                         | β-glykosidische Bindung  | als Gerüstsubstanz (Cellulose in Pflanzenwänden, Chitin in Pilzen, Arthropoden und Kopffüßern, Chitosan in Pilzen)              |
| Lipide                     | Carbonsäuren und Alkohole                                       | Esterbindung             | in allen Lebewesen als Energiespeicher und Bausteine von Zellmembranen, in manchen Hormonen und Pigmenten                       |
| Polyhydroxyalkanoate (PHA) | Hydroxyalkanoat                                                 | Esterbindung             | als bakterieller Reservestoff, wie z. B. Polyhydroxybutyrat (PHB)                                                               |
| Cutin                      | C16- und C18-Hydroxyfettsäuren                                  | Esterbindung             | zur Versiegelung von Pflanzenzellen gegen Wasser                                                                                |
| Suberin                    | Glycerin und Polyphenole                                        | Ether- und C-C-Bindungen | zur Versiegelung von Pflanzenzellen für Wassertransport                                                                         |
| Lignin                     | Phenylpropanderivate (Cumaryl-, Coniferyl- oder Sinapylalkohol) | Ether- und C-C-Bindungen | als Gerüstsubstanz bei verholzenden Pflanzen                                                                                    |

## Technische Biopolymere
Technische Biopolymere (Biowerkstoffe) lassen sich, laut der Definition von Endres und Siebert-Rath, in die drei in den nachfolgenden Absätzen erläuterten Kategorien unterteilen. Diese Definition deckt sich mit der von der European Bioplastics verwendeten Definition von Biokunststoff, die jedoch keine Allgemeingültigkeit hat.
Werden Biopolymere dagegen als biologisch abbaubare Polymere definiert, sind nicht alle im Folgenden unter Native Polymere und Biobasierte Polymere aufgeführten Beispiele dazuzuzählen.
Kunststoffe sind meist keine homogenen Produkte, sondern benötigen verschiedene Hilfs- und Zusatzstoffe, die häufig erdölbasiert sind. Nur teilweise ist ein Ersatz durch biobasierte Komponenten möglich.

### Native Polymere
(siehe auch Artikel Cellulose, Stärkepolymer und Stärke als nachwachsender Rohstoff)

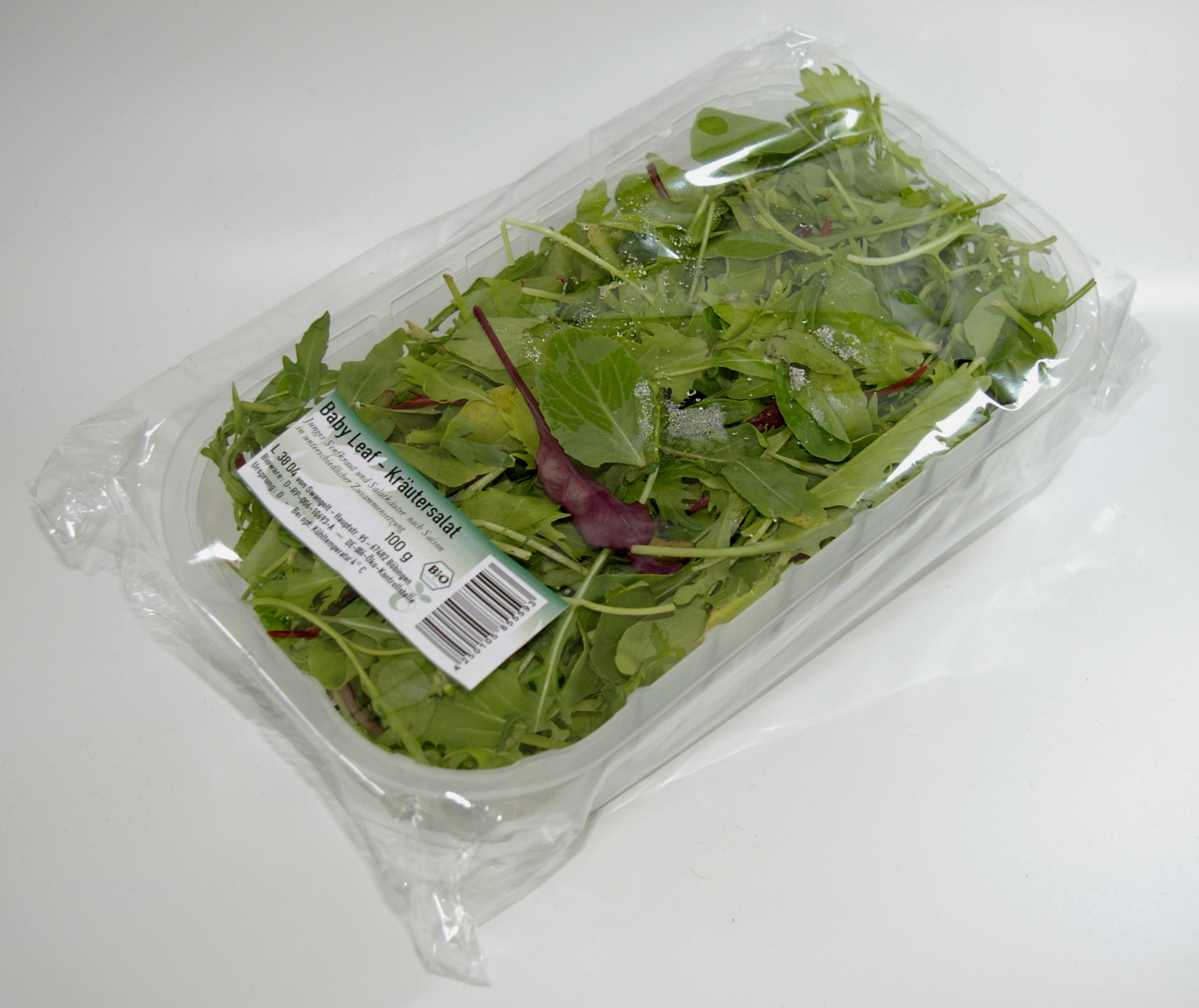
Verpackung aus dem Biokunststoff Celluloseacetat

In der Natur bzw. in Biomasse vorkommende Polymere, wie z. B. Cellulose und Stärke, können ohne oder mit nur geringen Veränderungen bzw. unter Erhalt der Grundstruktur zur Erzeugung von Biopolymeren verwendet werden:
- Cellulose und bestimmte Cellulosederivate
  - Regeneratfasern wie Viskose und Cellophan
  - Zelluloid
- Stärke
  - Thermoplastische Stärke

### Biobasierte Polymere
Organische Verbindungen, wie z. B. Stärke bzw. Saccharose, können umfassend modifiziert werden, um biobasierte Polymere herzustellen:
- Polylactid (PLA): Polymer der Milchsäure, das Monomer kann z. B. fermentativ mit Bakterien (Weiße Biotechnologie) aus organischen Verbindungen, wie z. B. Glucose, hergestellt werden
- Polyhydroxybutyrat (PHB): in der Natur als Speichersubstanz in Bakterien vorkommendes Polymer, durch Fermentation von Bakterien aus anderen organischen Verbindungen herstellbar
- Thermoplaste auf Ligninbasis
- Epoxyacrylate auf der Basis von Ölen (aktuell vor allem Lein- und Palmöl)

### Abbaubare, erdölbasierte Polymere
Bestimmte erdölbasierte Kunststoffe sind biologisch abbaubar und werden daher gelegentlich als Biopolymere (oder Biokunststoffe) bezeichnet:
- bestimmte Polyester
- Polyvinylalkohol
- Polybutylenadipat-terephthalat (PBAT)
- Polybutylensuccinat (PBS)
- Polycaprolactone (PCL)
- Polyglycolid (PGA)

Einige erdölbasierte Polymere sind technisch und auch zunehmend kommerziell auf der Basis nachwachsender Rohstoffe herstellbar, vor allem Polybutylensuccinat (PBS) und Polybutylenadipat-terephthalat (PBAT). In diesen Fällen werden Bernsteinsäure und/oder 1,4-Butandiol biotechnologisch hergestellt.

## Biologischer Abbau
Die biologische Abbaubarkeit ist vor allem für die spätere Entsorgung des Werkstoffs relevant. Unter ökologischen und Nachhaltigkeitsaspekten sind abbaubare Kunststoffe von zunehmendem Interesse und von zunehmender wirtschaftlicher Bedeutung.
Zu bedenken ist, dass Polymere aus natürlichen oder biobasierten Rohstoffen häufig biologisch abbaubar sind, aber auch Produkte erzeugt werden können, die beständig sind. Ebenso sind Polymere aus fossilen Rohstoffen zwar häufig von hoher Beständigkeit, aber auch abbaubare Produkte können erzeugt werden (siehe Absatz Abbaubare, erdölbasierte Polymere).
Je nach Anwendung werden unmodifizierte Roh-Biopolymere mit anderen Roh-Biopolymeren vermischt (geblendet), um die gewünschten Eigenschaften zu erreichen. Hersteller von solchen Blends sind z. B. Novamont, Biotec, FKuR und Limagrain.